# حكومة فوزي الملقي
حكومة فوزي الملقي هي الحكومة الأولى في عهد الملك الحسين بن طلال بعد تسلّمه سلطاته الدستورية في 2 أيار (مايو) 1953. وهي الحكومة الثامنة والعشرون في تاريخ الحكومات منذ تأسيس إمارة شرق الأردن عام 1921. قد خلفت حكومة توفيق أبو الهدى العاشرة .
دامت حكومة فوزي الملقي سنة واحدة من 5 أيار 1953 حتى 2 أيار 1954.
بعد أن ناقش مجلس النواب الأردني الثالث البيان الوزاري لحكومة الملقي، جرى التصويت على الثقة فيها، وفازت بثقة المجلس بأغلبية 48 صوتاً، وحجب 3 نواب الثقة عنها.

## تشكيلة الحكومة
- فوزي الملقي: رئيس الوزراء ووزير الدفاع.
- سعيد المفتي: نائب رئيس الوزراء، وزير دولة.
- سليمان سكر: وزير المالية.
- أحمد طوقان: وزير المعارف.
- أنسطاس حنانيا: وزير التجارة
- أنور الخطيب: وزير الاقتصاد والإنشاء والتعمير
- حكمت المصري: وزير الزراعة.
- حسين الخالدي: وزير الخارجية وقائم بأعمال قاضي القضاة.
- شفيق ارشيدات: وزير العدلية والمواصلات.
- مصطفى خليفة: وزير الصحة والشؤون الاجتماعية.
- بهجت التلهوني: وزير الداخلية.